# Kolpik

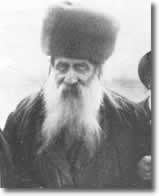
O terceiro rebbe belzer, Yissachar Dov Rokeach (1854-1926), usando um kolpik

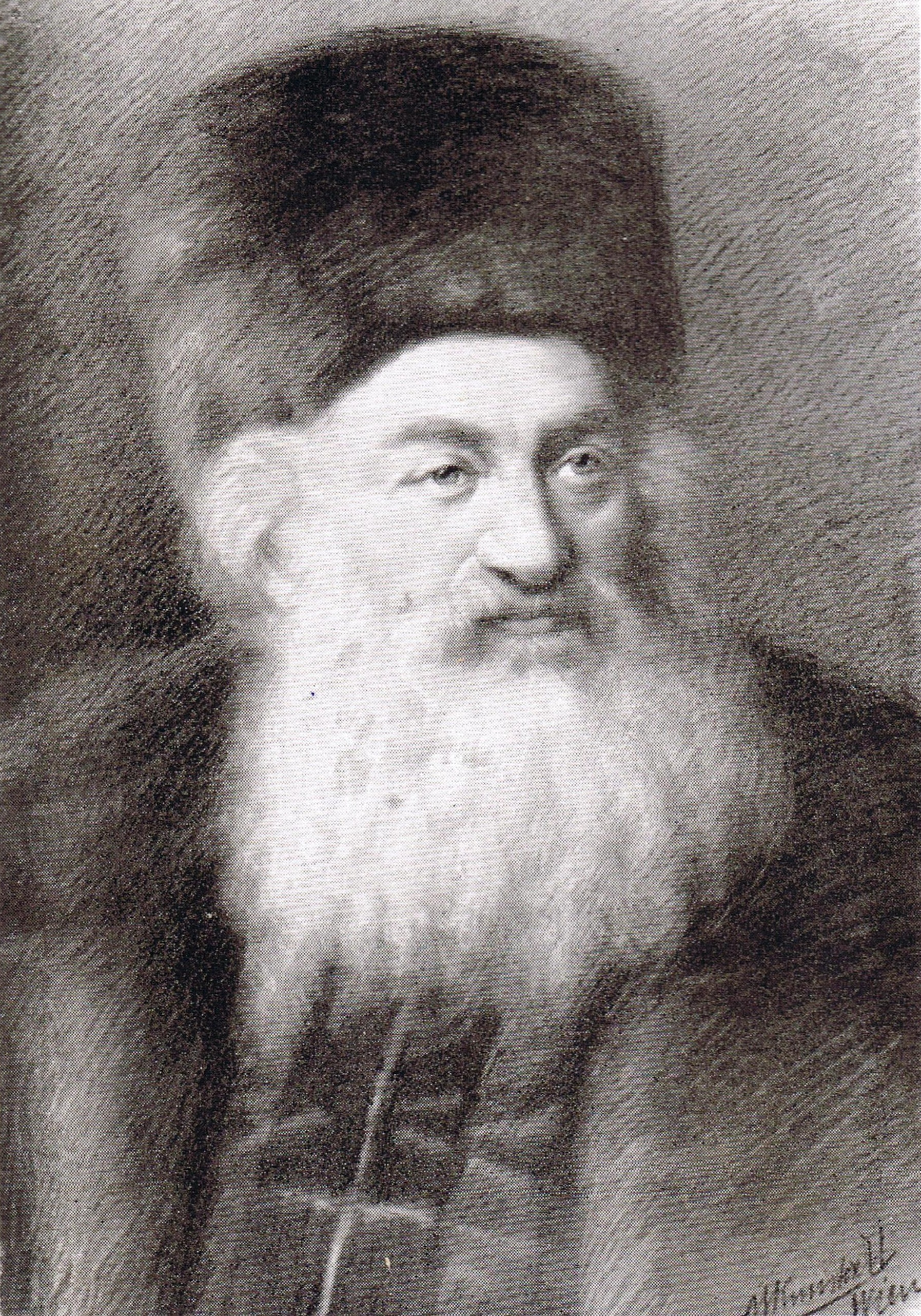
Rebbe Shimon Sofer (1820-1883) com um kolpik

Na tradição judaica, um kolpik é um tipo tradicional de cobertura para cabeça usada por famílias de alguns rebbes chassídicos (rabinos chassídicos) e o por filhos não casados durante o Sabá e por alguns rebbes e malgumas ocasiões especiais ou nos principais dias de festas judaicas. O kolpik é feito de pele marrom, diferentemente do spodik, usado pelas dinastias chassídicas polonesas, que é feito de pele negra.
Seu uso é visto como algo intermediário entre o sabá e as vestimentas dos dias de semana.
Os dias nos quais alguns rebbes usam um kolpik incluem:
- A refeição de Rosh Chodesh;
- Hanukah;[1]
- A refeição do Tu BiShvat;
- A refeição do Isru Chag;
- Tu B'Av (a maioria não, mas alguns sim);
- A refeição servida aos pobres alguns dias antes do casamento de um filho ou filha;
- A refeição do Yartzeit.

A palavra originou-se de um termo túrquico para esse tipo de chapéu, calpaque.
Joseph Margoshes (1866–1955) em suas memórias A World Apart: A Memoir of Jewish Life in Nineteenth Century Galicia escreve sobre a eleição do rabino Shimon Sofer  para o Conselho Imperial da Áustria:
A eleição do rabino de Cracóvia ao parlamento da Áustria causou grande impressão em todo o mundo judeu, ... deu a eles grande de ver um rabino alcançar a maior honra de sentar-se entre tantos grandes personagens, usando um fino calpac em meio a tão estimados cavalheiros. O que não sabiam é que o  calpac fazia parte da história da vestimenta na Polônia e que muitos poloneses, especialmente nacionalistas extremos, usariam estes mesmos calpacs em seus encontros.